# Barbastella
Barbastella (Gray, 1821) è un genere di pipistrelli della famiglia dei Vespertilionidi.

## Descrizione

### Dimensioni
Al genere Barbastella appartengono pipistrelli di piccole dimensioni, con lunghezza della testa e del corpo tra 43 e 60 mm, la lunghezza dell'avambraccio tra 35 e 45 mm, la lunghezza della coda tra 40 e 55 mm e un peso fino a 10 g.

### Caratteristiche craniche e dentarie
Il cranio presenta un rostro esile con una distinta concavità sulla superficie dorsale e una scatola cranica lunga e arrotondata. La bolla timpanica è relativamente piccola. Gli incisivi superiori sono ben sviluppati, con la coppia interna più grande di quella esterna. Quelli inferiori sono tricuspidati.
Sono caratterizzati dalla seguente formula dentaria:

### Aspetto
La pelliccia è lunga e soffice. Le parti dorsali variano dal marrone scuro al nerastro brizzolato mentre quelle ventrali possono essere più chiare o completamente marroni scure. Sono presenti due masse ghiandolari su ogni lato della superficie dorsale del muso, il quale è tronco e largo. Le narici si aprono insù e verso l'esterno, dietro un cuscinetto abbastanza pronunciato. Le orecchie sono larghe ma non allungate, rivolte in avanti, con un vistoso incavo sul margine esterno e unite sopra la fronte. Le narici si aprono verso l'alto e esternamente. Il trago è grande, triangolare e ricoperto di peli mentre l'antitrago è poco pronunciato. La punta della lunga coda si estende oltre l'ampio uropatagio. Il pollice è marcatamente corto. Il quinto dito della mano è più lungo del metacarpo e della prima falange sia del terzo che del quarto dito.

## Distribuzione
Il genere è diffuso nell'Ecozona paleartica, dalla Penisola Iberica e Isole Canarie fino al Giappone.

## Tassonomia
Il genere comprende 3 specie.
- Barbastella barbastellus
- Barbastella beijingensis
- Barbastella leucomelas